# Банковская система СССР
Банковская система СССР первоначально формировалась в условиях перехода от политики военного коммунизма к новой экономической политике, реализовывавшейся с 1921 года.

## 1920-е
Союз Советских Социалистических Республик был образован 30 декабря 1922 года путём объединения РСФСР, Украинской ССР, Белорусской ССР и Закавказской СФСР в одно государство.
В это время в РСФСР уже существовал воссозданный в 1921 году Государственный банк РСФСР (Государственный банк РСФСР был учреждён в составе Наркомата финансов). Деятельность банка осуществлялась также и на территориях советских республик. Отдельных государственных банков Украинской ССР, Белорусской ССР и Закавказской СФСР не существовало. В указанных республиках открывались конторы Госбанка РСФСР
В 1923 году Государственный банк РСФСР был преобразован в Государственный банк СССР.
В 1922—1924 годах была проведена денежная реформа, направленная на создание твердой единой валюты советского государства.
С 1922 года в стране началось создание коммерческих банков, в том числе отраслевых акционерных банков (спецбанков) и обществ взаимного кредита, которые должны были осуществлять краткосрочное или долгосрочное кредитование определенных отраслей хозяйства.
В 1922—1925 годах был создан целый ряд специализированных банков: акционерные, в которых пайщиками были Госбанк, синдикаты, кооперативы, частные и даже одно время иностранные, для кредитования отдельных отраслей хозяйства и районов страны; кооперативные — для кредитования потребительской кооперации; организованные на паях общества сельскохозяйственного кредита, замыкавшиеся на республиканские и центральный сельскохозяйственные банки; общества взаимного кредита — для кредитования частной промышленности и торговли; сберегательные кассы — для мобилизации денежных накоплений населения. На 1 октября 1923 года в стране действовало 17 самостоятельных банков, а доля Госбанка в общих кредитных вложениях всей банковской системы составляла 2/3. К 1 октября 1926 года число банков возросло до 61, а доля Госбанка в кредитовании народного хозяйства снизилась до 48 %.
В 1920-е годы широко использовался коммерческий кредит, обслуживавший примерно 85 % объёма сделок по продаже товаров. Банки контролировали взаимное кредитование хозяйственных организаций и, с помощью операций по учёту и залогу, регулировали размер коммерческого кредита, его направление, сроки и процентную ставку. Однако применение его создавало возможность для внепланового перераспределения средств в народном хозяйстве и затрудняло банковский контроль.
В 1922 году для кредитования и финансирования советской промышленности на акционерных началах был создан Промышленный банк, позднее переименованный в Торгово-промышленный банк. Его акционерами стали тресты, синдикаты и даже частные лица. В конце того же года появился Российский коммерческий банк в форме акционерного общества с участием шведского капитала. Этот банк проводил операции по кредитованию экспертно-импортных операций и международным расчетам.
Пиком развития банковско-кредитной системы периода НЭПа можно считать 1926 год, когда было свыше 400 самостоятельных (в основном акционерных) банковских учреждений, функционировавших по всей стране.

## Сворачивание НЭПа
В октябре 1928 года началось осуществление первого пятилетнего плана развития народного хозяйства, руководство страны взяло курс на форсированную индустриализацию и коллективизацию. Хотя официально НЭП никто не отменял, к тому времени он был уже фактически свёрнут.
На рубеже 20-30-х годов коммерческие банки свертывали свою деятельность и самоликвидировались. Окончательная ликвидация двухуровневой банковской системы завершилась кредитной реформой 1930 года, главная цель которой — ликвидация коммерческого кредита и вексельного обращения, внедрение целевого характера банковского кредита и сосредоточение всего платежного оборота в Госбанке СССР. Все это привело к тому, что банковская система стала одноуровневой, строго иерархической и централизованной.
После реформы банковская система стала однозвенной и состояла из:
- Госбанка СССР;
- четырех Всесоюзных специализированных банков финансирования и долгосрочного кредитования капитальных вложений — Промбанк, Сельхозбанк, Цекомбанк, Торгбанк;
- Внешторгбанка, имевшего широкую сеть корреспондентских отношений с иностранными банками;
- сберегательных касс, представлявших единое общегосударственное кредитное учреждение, обслуживающее население путем привлечения свободных средств, оплаты услуг, размещения займов.

В 1938 году Государственный Банк СССР был выведен из состава Наркомфина и стал подчиняться напрямую Совету Министров СССР. В 1946-м Госбанк был вновь подчинён Министерству финансов, но уже в 1954-м снова был выведен из состава Минфина.
Торгбанк СССР был упразднён в 1956 году. Реорганизация кредитно-банковской системы была проведена весной 1959 года: были ликвидированы Сельхозбанк и Цекомбанк с их местными отделениями. Промбанк преобразовали во Всесоюзный банк финансирования капитального строительства, или Стройбанк.

## Перестройка
До 1986 года банковская система СССР включала 4 компонента — Госбанк, Стройбанк, Внешторгбанк и Гострудсберкассы. Перестроечные реформы затронули и банковскую систему. В июне 1987 г. состоялся Пленум ЦК КПСС, который принял решение о ее совершенствовании. В июле 1987 года ЦК КПСС и Совет Министров СССР приняли Постановление № 821 «О совершенствовании системы банков в стране и усилении их воздействия на повышение эффективности экономики».
Данным постановлением была создана система специализированных банков в следующем составе:
- Государственный банк СССР (Госбанк СССР);
- Банк внешнеэкономической деятельности СССР (Внешэкономбанк СССР);
- Промышленно-строительный банк СССР (Промстройбанк СССР);
- Агропромышленный банк СССР (Агропромбанк СССР);
- Банк жилищно-коммунального хозяйства и социального развития СССР (Жилсоцбанк СССР);
- Банк трудовых сбережений и кредитования населения СССР (Сберегательный банк СССР).

Создание банков на коммерческой основе было разрешено Законом «О кооперации в СССР», принятым 26 мая 1988 года. Устав кооперативного банка должен быть зарегистрирован в Государственном банке СССР. В конце лета 1988 года началось возрождение коммерческой банковской деятельности. Первым коммерческим банком в СССР стал «Союз-банк» из Чимкента (Казахская ССР), который был зарегистрирован 24 августа 1988 года. Несколькими днями спустя (26 августа 1988 года) зарегистрировали первый коммерческий банк из РСФСР — ленинградский Кооперативный банк «Патент». После этого на территории СССР массово начали появляться другие коммерческие банки, некоторые из которых функционируют и в настоящее время, например, Автовазбанк, «Автобанк» (ныне ОАО «Уралсиб»), ОАО «Московский акционерный Банк „Темпбанк“», ОАО «АКБ „Инвестбанк“» и др.
В 1988 году в СССР был зарегистрирован 41 коммерческий и кооперативный банк, в том числе на территории РСФСР — 25 банков. К 1 января 1990 года зарегистрированы уставы 225 коммерческих и кооперативных банков, в том числе за 1989 год — 184. В 1990 году в связи с объявлением РСФСР государственного суверенитета, Российский республиканский банк Госбанка СССР и российские банки специализированных банков были объявлены собственностью РСФСР. Также Верховный совет РСФСР постановил преобразовать все учреждения государственных специализированных банков в автономных республиках, краях и областях в коммерческие банки до 1 января 1991 года. В связи с этим во второй половине 1990 года количество банков в РСФСР возросло в несколько раз. Общее количество коммерческих и кооперативных банков в СССР на конец 1990 года составило 1357.
В итоге на 1 января 1992 года число банков только в Российской Федерации составляло 1360.
| Номер лицензии | Дата регистрации | Название                                                                         | Тип банка | Город            | Республика          |
| -------------- | ---------------- | -------------------------------------------------------------------------------- | --------- | ---------------- | ------------------- |
| 1              | 24.08.1988       | Чимкентcкий кооперативный банк «Союз» («Союз-банк»)                              | кооп      | Чимкент          | Казахская ССР       |
| 2              | 26.08.1988       | Ленинградский кооперативный банк «Патент»                                        | кооп      | Ленинград        | РСФСР               |
| 3              | 29.08.1988       | Московский кооперативный банк «Москоопбанк»                                      | кооп      | Москва           | РСФСР               |
| 4              | 19.09.1988       | Алма-Атинский центральный кооперативный банк «Центрбанк»                         | кооп      | Алма-Ата         | Казахская ССР       |
| 5              | 21.09.1988       | Московский Кооперативный банк «Кредит-Москва»                                    | кооп      | Москва           | РСФСР               |
| 6              | 26.09.1988       | Кооперативный «Полисервисбанк»                                                   | кооп      | Казань           | РСФСР               |
| 7              | 26.09.1988       | Тартуский коммерческий банк                                                      | ком       | Тарту            | Эстонская ССР       |
| 8              | 26.09.1988       | Коммерческий инновационный банк                                                  | ком       | Рига             | Латвийская ССР      |
| 9              | 29.09.1988       | Кооперативный банк «Заря»                                                        | кооп      | Пермь            | РСФСР               |
| 10             | 06.10.1988       | Кооперативный банк «Гайк-банк»                                                   | кооп      | Ереван           | Армянская ССР       |
| 11             | 11.10.1988       | Межрегиональный Кооперативный банк «Континент»                                   | кооп      | Набережные Челны | РСФСР               |
| 12             | 12.10.1988       | Бакинский кооперативный банк (Баккоопбанк)                                       | кооп      | Баку             | Азербайджанская ССР |
| 13             | 18.10.1988       | Рижский межрегиональный кооперативный банк «Балтия»                              | кооп      | Рига             | Латвийская ССР      |
| 14             | 28.10.1988       | Кооперативный банк «Сания»                                                       | кооп      | Карачаевск       | РСФСР               |
| 15             | 28.10.1988       | Кооперативный банк «Двина»                                                       | кооп      | Витебск          | Белорусская ССР     |
| 16             | 01.11.1988       | Кооперативный банк «Азери»                                                       | кооп      | Баку             | Азербайджанская ССР |
| 17             | 04.11.1988       | Акционерный коммерческий банк межотраслевой интеграции «АМБИ»                    | ком       | Москва           | РСФСР               |
| 18             | 05.11.1988       | Кооперативный банк «Стройкредит»                                                 | кооп      | Москва           | РСФСР               |
| 19             | 05.11.1988       | Кооперативный «АССбанк»                                                          | кооп      | Грозный          | РСФСР               |
| 20             | 05.11.1988       | Кооперативный «Восточный банк»                                                   | кооп      | Баку             | Азербайджанская ССР |
| 21             | 10.11.1988       | Приморский территориальный коммерческий банк                                     | кооп      | Владивосток      | РСФСР               |
| 22             | 11.11.1988       | Инновационный Коммерческий банк «Инкомбанк-Интерзнание»                          | ком       | Москва           | РСФСР               |
| 23             | 16.11.1988       | Промышленный коммерческий «АвтоВАЗбанк»                                          | ком       | Тольятти         | РСФСР               |
| 24             | 22.11.1988       | Коммерческий банк «Универсал»                                                    | ком       | Баку             | Азербайджанская ССР |
| 25             | 22.11.1988       | Кооперативный банк «Дека-банк»                                                   | кооп      | Баку             | Азербайджанская ССР |
| 26             | 23.11.1988       | Кооперативный банк «Восток»                                                      | кооп      | Уфа              | РСФСР               |
| 27             | 24.11.1988       | Узбекский акционерный инновационный банк «Узинбанк»                              | ком       | Ташкент          | Узбекская ССР       |
| 28             | 24.11.1988       | Кооперативный банк «Таврия»                                                      | кооп      | Феодосия         | Украинская ССР      |
| 29             | 29.11.1988       | Коммерческий банк развития промышленности стройматериалов «Стромбанк»            | ком       | Москва           | РСФСР               |
| 30             | 06.12.1988       | Автобанк                                                                         | ком       | Москва           | РСФСР               |
| 31             | 08.12.1988       | Кооперативный банк «Ереван»                                                      | кооп      | Ереван           | Армянская ССР       |
| 32             | 14.12.1988       | Литовский акционерный инновационный банк                                         | ком       | Вильнюс          | Литовская ССР       |
| 33             | 19.12.1988       | Кооперативный банк «Северный»                                                    | кооп      | Вологда          | РСФСР               |
| 34             | 22.12.1988       | Кооперативный банк «Гарант»                                                      | кооп      | Махачкала        | РСФСР               |
| 35             | 22.12.1988       | Московский акционерный инновационный банк (МАИБ)                                 | ком       | Москва           | РСФСР               |
| 36             | 27.12.1988       | Акционерный коммерческий банк «Аэрофлот»                                         | ком       | Москва           | РСФСР               |
| 37             | 27.12.1988       | Ленинградский инновационный банк                                                 | ком       | Ленинград        | РСФСР               |
| 38             | 28.12.1988       | Коммерческий банк развития нефтехимической промышленности «Нефтехимбанк»         | ком       | Москва           | РСФСР               |
| 39             | 28.12.1988       | Новосибирский инновационный банк                                                 | ком       | Новосибирск      | РСФСР               |
| 40             | 28.12.1988       | Акционерный банк инновации науки и социально-экономических технологий «АБ ИНСЭТ» | ком       | Ленинград        | РСФСР               |
| 41             | 29.12.1988       | Коммерческий инновационный банк научно-технического прогресса «КИБ НТП»          | ком       | Москва           | РСФСР               |